# Юдін Олексій Сергійович
Юдін Олексій Сергійович (27 липня [9 серпня] 1914, дер. Бішкарьово, Смоленська губернія — 8 січня 1944) — учасник Другої світової війни, командир ескадрильї 183-го винищувального авіаційного полку 294-й авіаційного корпусу 2-ї повітряної армії Воронезького фронту, Герой Радянського Союзу, капітан.

## Біографія
Народився 27 липня (9 серпня) 1914 року в селі Бішкарьово у селянській родині. Член ВКП(б) із 1939 року. Закінчив 7 класів та школу ФЗУ. Працював слюсарем на заводі у Смоленську.
У 1937 році призваний до лав Червоної армії. 1938 року закінчив Борисоглібську військову авіаційну школу пілотів.
У боях Другої світової війни з жовтня 1941 року. Бився на Сталінградському та Воронезькому фронтах, брав участь у битві на Курській дузі. 6 серпня 1942 року під час супроводу групи штурмовиків 226-ї штурмової авіаційної дивізії старший лейтенант Олексій Юдін збив винищувач Ме-109. До липня 1943 року капітан О. С. Юдін здійснив 202 бойові вильоти, в 53-х повітряних боях особисто збив 12 і в групі 7 літаків противника.
Указом Президії Верховної Ради СРСР від 28 вересня 1943 року за мужність і військову звитягу, виявлені в боях з німецько-фашистськими загарбниками капітану Юдіну Олексію Сергійовичу присвоєно звання Героя Радянського Союзу з врученням ордена Леніна та медалі "Золота.
8 січня 1944 майор О. С. Юдін загинув при виконанні бойового завдання.
На той час льотчик-винищувач здійснив 270 бойових вильотів. У 70 повітряних боях збив 13 ворожих літаків особисто та 8 у групі.